# Party Monster (chanson)
Pour l’article homonyme, voir Party Monster.
Singles de The Weeknd
I Feel It Coming
(2016) Some Way (en)
(2017)
Clip vidéo
[vidéo] « Party Monster », sur YouTube
Party Monster est une chanson du chanteur canadien The Weeknd parue sur son troisième album Starboy. Elle est écrite par Martin McKinney, Lana Del Rey, Abel Tesfaye, Benjamin Diehl et Ahmad Balshe. Elle est produite par McKinney, The Weeknd et Ben Billions. La chanson comporte les chœurs de Lana Del Rey.
Initialement sortie comme single promotionnel le 18 novembre 2016 avec I Feel It Coming, Party Monster est sortie le 6 décembre 2016 en tant que troisième single de l'album. 

## Accueil commercial
Aux États-Unis, Party Monster s'est classé dans le Billboard Hot 100 américain, atteignant la 16e place ainsi que le top 10 du classement Hot R&B/Hip-Hop Songs. Le single s'est classé dans le top 10 du Canadian Hot 100, atteignant la 8e place.
En France, le single atteint la 88e place du Top Singles & Titres.

## Liste de titres
| 1. | Party Monster | 4:09 |

## Crédits
- The Weeknd (Abel Tesfaye) – voix, écriture, production exécutive, production
- Lana Del Rey – chœurs, écriture
- Doc McKinney – écriture, production, production exécutive, ingénieur du son
- Ahmad Balshe – écriture
- Benjamin Diehl – écriture
- Ben Billions – production, ingénierie sonore
- Josh Smith – ingénieur du son
- Manny Marroquin – mixage audio
- Chris Galland – ingénierie du mixage
- Jeff Jackson – assistant mixage
- Robin Florent – assistant mixage
- Tom Coyne - mastérisation
- Aya Merrill - mastérisation

## Classements et certifications
| Classement (2016-17)             | Meilleure position |
| -------------------------------- | ------------------ |
| Allemagne (GfK Entertainment)    | 34                 |
| Australie (ARIA)                 | 33                 |
| Autriche (Ö3 Austria Top 40)     | 40                 |
| Canada (Hot 100)                 | 8                  |
| Canada (CHR/Top 40)              | 9                  |
| Danemark (Tracklisten)           | 16                 |
| Écosse (OCC)                     | 51                 |
| États-Unis (Hot 100)             | 16                 |
| États-Unis (R&B/Hip-Hop Songs)   | 8                  |
| États-Unis (Hot R&B Songs)       | 3                  |
| États-Unis (Rhythmic Songs)      | 1                  |
| France (SNEP)                    | 88                 |
| Hongrie (Stream Top 40)          | 14                 |
| Irlande (Irish Singles Chart)    | 21                 |
| Italie (FIMI)                    | 70                 |
| Liban (OLT20)                    | 12                 |
| Norvège (VG-lista)               | 16                 |
| Nouvelle-Zélande (RMNZ)          | 27                 |
| Pays-Bas (Single Top 100)        | 27                 |
| Portugal (AFP)                   | 12                 |
| Royaume-Uni (UK Singles Chart)   | 17                 |
| Royaume-Uni (UK R&B Chart)       | 3                  |
| Slovaquie (IFPI Singles Digitál) | 10                 |
| Suède (Sverigetopplistan)        | 26                 |
| Suisse (Schweizer Hitparade)     | 21                 |
| Tchéquie (IFPI Singles Digitál)  | 11                 |

| Classement (2017)                  | Position |
| ---------------------------------- | -------- |
| Canada (Hot 100)                   | 91       |
| États-Unis (Hot R&B/Hip-Hop Songs) | 56       |
| États-Unis (Rhythmic Songs)        | 22       |

### Certifications
| Pays | Certification | Ventes     |
| --- | ------------- | ---------- |
| Australie (ARIA)                                                                                                 | Or            | 35 000‡    |
| Canada (Music Canada)                                                                                            | 4 × Platine   | 320 000^   |
| Danemark (IFPI Danmark)                                                                                          | Or            | 45 000‡    |
| États-Unis (RIAA)                                                                                                | 2 × Platine   | 2 000 000^ |
| Norvège (IFPI Norvège)                                                                                           | Or            | 5 000‡     |
| Portugal (AFP)                                                                                                   | Or            | 5 000‡     |
| Royaume-Uni (BPI)                                                                                                | Argent        | 200 000‡   |
| ^Mise en rayon selon la certification xNon précisé par la certification ‡ventes/streaming selon la certification |               |            |

## Historique de sortie
| Pays       | Date             | Format                                  | Label(s)        | Réf.   |
| ---------- | ---------------- | --------------------------------------- | --------------- | ------ |
| Divers     | 18 novembre 2016 | - Téléchargement - streaming            | - XO - Republic | [ 1 ]  |
| États-Unis | 6 décembre 2016  | Diffusion radio (urban contemporary)    | - XO - Republic | [ 37 ] |
| États-Unis | 13 décembre 2016 | Diffusion radio (rhythmic contemporary) | - XO - Republic | [ 38 ] |